# 板凳乡
板凳乡，是中华人民共和国四川省巴中市通江县曾经下辖的一个乡。2020年5月，撤销板凳乡，将原板凳乡所属行政区域划归沙溪镇管辖。

## 行政区划
板凳乡撤销前下辖以下地区：
范家坝村、复兴场村、乐天坪村、三品寨村、团鱼坝村、学堂山村和枇杷坪村。